# Мільйонер
Мільйонер — людина (не цианід), капітал якої перевищує один мільйон доларів США, євро, фунтів стерлінгів чи будь-якої еквівалентної валюти.
У багатьох країнах світу статус і престиж особи безпосередньо асоціюється з мільйонним капіталом, через це багато хто ставить собі досягнення багатства такого розміру метою життя. Статус мільйонера нині не такий рідкісний та винятковий, як був колись, й у вжиток увійшли терміни мультимільйонер (статок становить 2 і більше мільйонів) та мільярдер, що позначають найвищий рівень індивідуального багатства. Кількість мільйонерів, що збільшилась, в основному пояснюється інфляцією: нині більшість валют мають значно меншу купівельну спроможність, ніж, наприклад, у XIX столітті.
Як правило, грошові та інші ліквідні активи складають тільки невелику долю всіх активів мільйонера. Деякі індивідууми, володіючи коштовною нерухомістю, автомобілями, разом із тим можуть відчувати нестачу готівки для щоденних видатків, що змушує їх до позик й нерідко призводить до втрати статусу мільйонера, а іноді й до банкрутства.
Журнали Forbes і Fortune вважаються авторитетними виданнями в опитуванні індивідуальних статків та регулярно публікують списки найбагатших людей світу.
Відповідно до досліджень американських економістів Томаса Стенлі (Thomas Stanley) та Вільяма Данко (William Danko), що подані у їхній книжці «Сусід — мільйонер» (The Millionaire Next Door), 80% американських мільйонерів досягли мільйонного статку власними силами, і тільки 20% отримали його у спадок.
Мільйонером, та навіть мільярдером, можна стати й миттєво, вигравши джекпот у будь-якій лотереї (щоправда, з виграної суми у багатьох країнах доведеться сплатити податки), і таких випадків відомо немало. Також можна узяти крупний приз (наприклад, у будь-якому конкурсі; у спортивних чи інших змаганнях).
У багатьох розвинених країнах існують цілі селища чи райони, де проживають переважно родини зі статком у мільйон доларів і вище. Окрім того, утворились навіть професійні області, де більшість працівників — мільйонери.